# بودجه متوازن
یک بودجهٔ متوازن (خصوصاً برای یک دولت) بودجه ایست که درآمد آن برابر با هزینه‌های آن باشد، نه کسری بودجه داشته باشد نه زیادی بودجه.
بودجه‌های متوازن، و موضوع مرتبط کسری بودجه، درون سیاست و اقتصاد دانشگاهی محل مناقشه هستند. اغلب اقتصاددانان موافقند که یک بودجهٔ متوازن نرخ‌های بهره را کم، میزان سپرده‌ها و سرمایه‌گذاری‌ها را زیاد، کسری تجاری را کم خواهد کرد و به اقتصاد کمک خواهد کرد در یک دوره زمانی طولانی تر سریعتر رشد کند.
مفهوم انضباط مالی نیز از این مفهوم استنباط می‌شود. انضباط مالی (به انگلیسی:Fiscal Discipline) بر حالتی از یک توازن ایده آل بین درآمدها و مخارج دولت در یک اقتصاد دلالت دارد. اگر انضباط مالی برقرار نباشد، هزینه‌های دولت از دریافتی‌های دولت تجاوز می‌کند. تحت این شرایط، دولت مجبور می‌شود از بانک مرکزی قرضه دولتی بگیرد که موجب کاهش دارایی‌های بانک مرکزی می‌شود. این ممکن است در یک اقتصاد، ارزش پول ملی را کاهش داده و سبب ایجاد تورم شود. در شرایطی که رکود وبحران و آثار ناشی از آن ها در ساختار اقتصاد نمایان می شود، ضرورت اقدام برای انضباط مالی بیشتر می گردد. وقوع بحران مالی اخیر در ایالات متحده امریکا و سرایت تدریجی آن به سایر بازارهای مالی بین المللی، سبب شد تا تمامی دولت ها به فکر چاره باشند و با استفاده از ابزارهای سیاستی مناسب، آثار منفی ناشی از بحران را کنترل نمایند.

## ماهیت انضباط مالی
انضباط مالی از دو دیدگاه قابل تأمل و بررسی است: یکی دیدگاه کلان که در آن دولت،مقامات دولتی و بانک مرکزی، و دستگاه ها و مؤسسات دولتی موظف به اجرای انضباط مالی در تصمیم گیری ها و انتخاب سیاست های پولی و مالی در سطح کشوری هستند؛ دیگری دیدگاه خرد است که در این دیدگاه انضباط مالی در سطح هر مؤسسه، شرکت و بنگاهی که دولتی یا تحت نظارت دولت باشد مورد توجه و اجرا قرار می گیرد.